# ماهاليا بارنز
ماهاليا بارنز (بالإنجليزية: Mahalia Barnes)‏ هي مغنية وكاتبة غنائية أسترالية، ولدت في 12 يوليو 1982 في سيدني في أستراليا.

## وصلات خارجية
- ماهاليا بارنز على موقع IMDb (الإنجليزية)
- ماهاليا بارنز على موقع ميوزك برينز (الإنجليزية)
- ماهاليا بارنز على موقع ديسكوغز (الإنجليزية)